# بابا (صربستان)
بابا (به صربی: Baba) یک کوه در صربستان است که در central Serbia واقع شده‌است. بابا ۶۵۷ متر بالاتر از سطح دریا واقع شده‌است.